# Horní Benešov
Horní Benešov (Bennish em alemão) é uma cidade checa localizada na região de Morávia-Silésia, distrito de Bruntál.